# Eddie Cantor
Eddie Cantor (31. ledna 1892 New York City – 10. října 1964 Beverly Hills) byl americký komik, tanečník, zpěvák, herec a textař. Známým se stal především prostřednictvím Broadwaye, rádia a brzy také televizních obrazovek, kde často vystupoval. Proniknul do života tisíců rodin a milionů posluchačů díky svým známým a úspěšným rozhlasovým pořadům, kde také odhaloval intimní příběhy a anekdoty ze života své rodiny (manželka Ida a pět dcer). Mezi jeho nejznámější písně patří například Makin' Whopee, Ida, If You Knew Susie, I Never Knew I Had A Wonderful Wife, Margie nebo Keep Young and Beautiful.
Při jeho vystoupeních koulel při zpěvu i tanci svýma očima tak, až mu to vyneslo přezdívku "Banjo Eyes", což lze přeložit jako Okaté banjo. V roce 1933 totiž Frederick J. Garner karikaturoval Cantora s velkýma kulatýma očima připomínajícíma buben hudebního nástroje banjo. Cantorovy oči se tak brzo staly jeho osobnostním znamením, často zobrazovaným v mnoha ilustracích a nakonec vedly k uvedení muzikálu pojmenovanému Banjo Eyes na Broadwayi v roce 1941.
Velmi se také angažoval v charitativní a humanitární práci. Skládal reklamní hesla pro nejrůznější dobročinná uskupení a zasloužil se o rozvoj March of Dimes, neziskové organizace starající se o zdraví všech dětí a jejich matek. Misí tohoto uspořádání je zabraňovat poškozením plodu, předčasným porodům a snížení kojenecké úmrtnosti.

## Život
Eddie se narodil v New Yorku jako Edward Israel Iskowitz a syn rusko-židovských imigrantů, Mety a Mechela Iskowitzových. Osud k němu nebyl vůbec přívětivý. O matku přišel v prvním létě svého života a otec zemřel na zápal plic o rok později. O malého, tehdy dvouletého Israela se tedy starala jeho milovaná babička, Esther Kantrowitz. Jako dítě navštěvoval Surprise Lake Camp. Tento tábor pro židovské děti je má formou her a různých zábavných aktivit naučit tradiční hodnoty a dovednosti, které jim pomohou žít plnohodnotný život v americké společnosti.